# Dysdera aurgitana
Dysdera aurgitana és una espècie d'aranya araneomorfa de la família dels disdèrids (Dysderidae). Fou descrita per primera vegada l'any 1996 per M. A. Ferrández.

## Distribució geogràfica
És endèmica del sud de la península Ibèrica (Espanya).